# Praça da Bandeira (São João de Meriti)

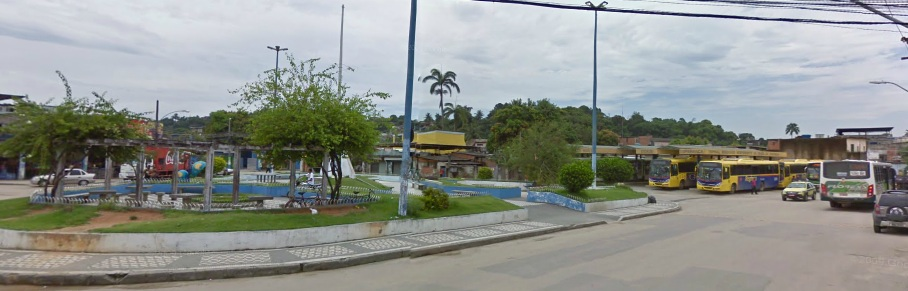
Visão da Praça da Bandeira

Praça da Bandeira é um bairro do distrito de Vilar dos Teles, em São João de Meriti. É onde se localiza a prefeitura, os demais edifícios do poder público meritiense e a escola de samba Independente de São João de Meriti.
É o sub-bairro mais residencial de Vilar dos Teles. Fica próximo ao centro comercial e a estação ferroviária de Coelho da Rocha.
E é onde se localiza a Rodoviária de Vilar dos Teles e o Hospital Infantil João XXIII. Será futuramente beneficiada com o projeto da Transbaixada que ligará a Via Dutra em Belford Roxo e a Rodovia Washigton Luís em Duque de Caxias pelo Rio Sarapuí.

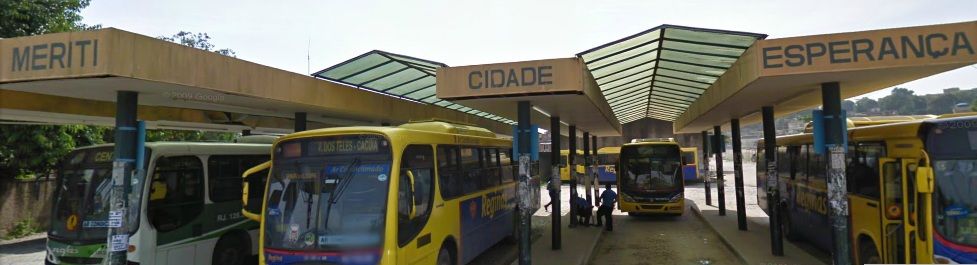
Rodoviária de Vilar dos Teles

## Transporte
A maioria dos ônibus que passam pela Praça da Bandeira, levam ao centro de Vilar dos Teles.